# Lützow
Lützow es un municipio situado en el distrito de Mecklemburgo Noroccidental, en el estado federado de Mecklemburgo-Pomerania Occidental (Alemania), a una altitud de 62 metros. 
Su población a finales de 2016 era de 1459 habs. y su densidad poblacional, 59 hab/km².